# ژوزف دو کومب
ژوزف دو کومب (فرانسوی: Joseph De Combe‎; ۱۹ ژوئن ۱۹۰۱ – ۱ ژانویهٔ ۱۹۶۵) شناگر و بازیکن واترپلو اهل بلژیک بود.